# Sebaea stricta
Sebaea stricta là một loài thực vật có hoa trong họ Long đởm. Loài này được (E. Mey.) Gilg miêu tả khoa học đầu tiên năm 1899.